# Кастел (село)
Кастèл е село в Северна България, община Севлиево, област Габрово.

## География
Село Кастел се намира на около 14 км южно от град Севлиево, 17 км западно от центъра на град Габрово и 2 км югоизточно от село Батошево. Разположено е в Средния Предбалкан, в северните разклонения на Черновръшки рид, на около 2 км от течащата западно от него река Росица. Общински път свързва Кастел с Батошево и третокласния републикански път III-6072. Надморската височина в центъра на селото е около 395 – 400 м, към югозападния му край нараства до около 420 – 430 м и намалява до около 375 м в северозападния и 360 м в североизточния му край.
На около километър северно от селото край общинския път се намира микроязовирът „Кастел“, построен на десен приток на река Росица.
Населението на село Кастел, наброявало 644 души при преброяването към 1934 г. и 585 към 1956 г., намалява до 94 към 1985 г., 43 към 2011 г. и 24 души (по текущата демографска статистика за населението) към 2019 г.

## История
Към 31 декември 1934 г. към тогавашната махала Кастел спадат колибите Грозевци, Данчевци, Дълга поляна и Яланджиите.
През 1978 г. махала Кастел придобива статута на село.
До 1911 г. децата от махала Кастел, която влиза в състава на селското общинско управление в село Батошево, са учили в Народното начално училище в Батошево. Същата година в махалата се открива клон на училището поради нарасналия брой на децата в Кастел и недостатъчното място в училищната сграда в Батошево. Учебните занятия се провеждат в наета частна къща. През 1912 г. клонът на училището се отделя като самостоятелно Народно начално училище – село Кастел. Тъй като броят на учениците се увеличава и те са разделени в две паралелки, налага се още през същата година построяване на училищна сграда. Поради обявената през 1912 г. мобилизация за Балканската война, обаче, липсват учители, а строежът се преустановява до лятото на 1913 г. Учебната дейност в новопостроената сграда започва от 1 септември 1913 г. с 2 паралелки. През 1935 г. към училището се открива трапезария, в която учениците от социално слабите семейства се хранят безплатно. Училището е закрито вероятно към 1952 – 1953 г.

## Население
Преброяване на населението през 2011 г.
Численост и дял на етническите групи според преброяването на населението през 2011 г.:
|                     | Численост | Дял (в %) |
| Общо                | 43        | 100,00    |
| Българи             | 39        | 90,69     |
| Турци               | 4         | 9,30      |
| Цигани              | 0         | 0,00      |
| Други               | 0         | 0,00      |
| Не се самоопределят | 0         | 0,00      |
| Неотговорили        | 0         | 0,00      |

## Културни и природни забележителности
- Намиращият се на около километър северно от селото микроязовир „Кастел“ предлага условия за спортен риболов.